# Tarascosaurus
Tarascosaurus salluvicus ("Tarascanödla" eller "spansk drake") var en köttätande dinosaurie som levde i södra Frankrike för 85-80 miljoner år sedan. Den är relativt dåligt känd. Den räknas som medlem i familjen Abelisaurider och var i så fall släkt med såväl Carnotaurus, Aucasaurus som Abelisaurus.

## Fossil
De delar av Tarascosaurus man känner till är ett fynd som beskrevs år 1991. Fyndet är mycket ofullständigt och består bland annat av ett lårben, några ryggkotor och tänder. Hur Tarascosaurus såg ut är alltså inte klart. Det märks bland annat i hur man tänker sig att frambenen såg ut. Ibland avbildas den med mycket små stumpar till framben, ibland med längre framben. Hur detta ligger till får mer kompletta framtida fynd avgöra.

## I kulturen
2003 dök Tarascosaurus upp i Discovery Channels program Dinosaur planet, där den beskrivs som södra Europas dominerande rovdjur.